# Brunei FA Cup 2025
Der Brunei FA Cup 2025  war die 14. Saison eines K.-o.-Fußballwettbewerbs in Brunei. Das Turnier wurde vom National Football Association of Brunei Darussalam organisiert. 12 Vereine nahmen an dem Turnier teil. Es begann mit der Gruppenphase am 14. Februar 2025 und endete mit dem Finale am 18. Mai 2025. Titelverteidiger war die erste Mannschaft von Brunei DPMM FC.

## Teilnehmende Mannschaften
| Brunei Super League | District Leagues     |
| - Brunei DPMM FC II - Indera SC - Kasuka FC - Kuala Belait FC - Kota Ranger FC - MS ABDB - MS PPDB - Panchor Murai FC - Rimba Star FC - Wijaya FC | - Dagang FT - PKT FT |

## Gruppenphase

### Gruppe A

#### Tabelle
| Pl. | Verein    | Sp. | S | U | N | Tore    | Diff. | Punkte |
| --- | --------- | --- | - | - | - | ------- | ----- | ------ |
| 1.  | Kasuka FC | 2   | 2 | 0 | 0 | 016:100 | +15   | 06     |
| 1.  | MS PPDB   | 2   | 1 | 0 | 1 | 006:100 | +5    | 03     |
| 3.  | Dagang FT | 2   | 0 | 0 | 2 | 001:210 | −20   | 0      |

#### Ergebnisse
| Datum            |           | Ergebnis |           |
| ---------------- | --------- | -------- | --------- |
| 14. Februar 2025 | Kasuka FC | 1:0      | MS PPDB   |
| 21. Februar 2025 | Dagang FT | 1:15     | Kasuka FC |
| 13. April 2025   | MS PPDB   | 6:0      | Dagang FT |

### Gruppe B

#### Taballe
| Pl. | Verein           | Sp. | S | U | N | Tore    | Diff. | Punkte |
| --- | ---------------- | --- | - | - | - | ------- | ----- | ------ |
| 1.  | Indera SC        | 1   | 1 | 0 | 0 | 003:100 | +2    | 03     |
| 1.  | Wijaya FC        | 1   | 0 | 0 | 1 | 001:300 | −2    | 0      |
| 3.  | Panchor Murai FC | 0   | 0 | 0 | 0 | 000:000 | ±0    | 0      |

- Panchor Murai FC zog sich aus dem Wettbewerb zurück.

#### Ergebnisse
| Datum          |           | Ergebnis |           |
| -------------- | --------- | -------- | --------- |
| 11. April 2025 | Indera SC | 3:1      | Wijaya FC |

### Gruppe C

#### Tabelle
| Pl. | Verein          | Sp. | S | U | N | Tore    | Diff. | Punkte |
| --- | --------------- | --- | - | - | - | ------- | ----- | ------ |
| 1.  | Kota Ranger FC  | 2   | 1 | 1 | 0 | 006:200 | +4    | 04     |
| 1.  | Kuala Belait FC | 2   | 0 | 2 | 0 | 004:400 | ±0    | 02     |
| 3.  | Rimba Star FC   | 2   | 0 | 1 | 1 | 002:600 | −4    | 01     |

#### Ergebnisse
| Datum            |                 | Ergebnis |                 |
| ---------------- | --------------- | -------- | --------------- |
| 25. Februar 2025 | Kuala Belait FC | 2:2      | Kota Ranger FC  |
| 9. April 2025    | Kota Ranger FC  | 4:0      | Rimba Star FC   |
| 20. April 2025   | Rimba Star FC   | 2:2      | Kuala Belait FC |

### Gruppe D

#### Tabelle
| Pl. | Verein            | Sp. | S | U | N | Tore    | Diff. | Punkte |
| --- | ----------------- | --- | - | - | - | ------- | ----- | ------ |
| 1.  | Brunei DPMM FC II | 2   | 2 | 0 | 0 | 013:000 | +13   | 06     |
| 1.  | MS ABDB           | 2   | 1 | 0 | 1 | 007:100 | +6    | 03     |
| 3.  | PKT FT            | 2   | 0 | 0 | 2 | 000:190 | −19   | 0      |

#### Ergebnisse
| Datum            |                   | Ergebnis |                   |
| ---------------- | ----------------- | -------- | ----------------- |
| 19. Februar 2025 | Brunei DPMM FC II | 1:0      | MS ABDB           |
| 6. April 2025    | PKT FT            | 0:12     | Brunei DPMM FC II |
| 13. April 2025   | MS ABDB           | 7:0      | PKT FT            |

## Viertelfinale
| Datum                 |                 | Gesamt |                   | Hinspiel | Rückspiel |
| --------------------- | --------------- | ------ | ----------------- | -------- | --------- |
| 18./26. April 2025    | Kasuka FC       | 12:0   | Wijaya FC         | 8:0      | 4:0       |
| 25./29. April 2025    | Kuala Belait FC | 1:11   | Brunei DPMM FC II | 1:6      | 0:5       |
| 25./30. April 2025    | Kota Ranger FC  | 1:3    | MS ABDB           | 0:2      | 1:1       |
| 20. April/2. Mai 2025 | MS PPDB         | 1:6    | Indera SC         | 0:2      | 1:4       |

## Halbfinale
| Datum           |           | Gesamt |                   | Hinspiel | Rückspiel |
| --------------- | --------- | ------ | ----------------- | -------- | --------- |
| 6./11. Mai 2025 | Kasuka FC | 0:2    | Brunei DPMM FC II | 0:0      | 0:2       |
| 7./11. Mai 2025 | MS ABDB   | 3:7    | Indera SC         | 1:3      | 2:4       |

## Spiel um den dritten Platz
| Datum        |           | Ergebnis        |         |
| ------------ | --------- | --------------- | ------- |
| 16. Mai 2025 | Kasuka FC | 2:2 (3:4 i. E.) | MS ABDB |

## Finale
| Datum        |                   | Ergebnis |           |
| ------------ | ----------------- | -------- | --------- |
| 18. Mai 2025 | Brunei DPMM FC II | 1:0      | Indera SC |